# Coppa dell'Amicizia (calcio)
La Coppa dell'Amicizia è un insieme di varie competizioni calcistiche internazionali per club e rappresentative di lega, che si sono svolte in forma amichevole dal 1959 al 1968.

## Storia
La prima Coppa dell'Amicizia in ordine cronologico è stata quella italo-francese, torneo che per le stagioni 1959, 1960 e 1961 vide sfidarsi squadre italiane e francesi. La formula del torneo prevedeva che ciascuna delle partecipanti fosse contrapposta a una dell'altra Lega nazionale con la formula dell'andata e ritorno, e che i punti conquistati fossero cumulati in una classifica generale per designare la Lega calcistica vincitrice. Alla prima edizione parteciparono 5 squadre per rappresentativa, alla seconda 16 e alla terza 10.
Nel 1962 si svolse la prima e unica edizione della Coppa italo-franco-svizzera. Parteciparono 16 squadre (6 italiane, 6 francesi e 4 svizzere) a tale torneo avente la formula eliminatoria classica con ottavi, quarti, semifinale e finale, il tutto articolato su partite di andata e ritorno. L'anno seguente vide ancora di fronte club italiani e francesi, con un totale di partecipanti dimezzato (8 in totale, ovvero 4 per rappresentativa) e analoga formula a partire dai quarti, per designare la squadra vincitrice.
La prima e unica edizione della Coppa italo-spagnola 1963-1965 fu una doppia sfida disputata, appunto, da una squadra italiana e una spagnola. Vi furono invece due edizioni della Coppa dell'Amicizia italo-svizzera, disputate nel 1967 e 1968, svoltesi in terra elvetica con la partecipazione di tre squadre italiane e tre svizzere: ciascuna incontrò, con la formula della sola andata, le tre partecipanti dell'altra nazione, e la vincitrice risultò quella con il maggior numero di punti conteggiati in nella classifica generale.

## Albo d'oro
| Edizione  | Vincitore | Secondo posto | Terzo posto |
| --------- | --------- | ------------- | ----------- |
| 1959      | LNP       | GCA           | -           |
| 1960      | LNP       | GCA           | -           |
| 1961      | LNP       | GCA           | -           |
| 1962      | Lens      | Torino        | -           |
| 1963      | Genoa     | Milan         | -           |
| 1963-1965 | Juventus  | Real Madrid   | -           |
| 1967      | Brescia   | Mantova       | SPAL        |
| 1968      | SPAL      | Atalanta      | Aarau       |

## Trofei per lega o squadra
| Lega/Squadra | Trofei | Anni             |
| LNP          | 3      | 1959, 1960, 1961 |
| Brescia      | 1      | 1967             |
| Genoa        | 1      | 1963             |
| Juventus     | 1      | 1963-1965        |
| Lens         | 1      | 1962             |
| SPAL         | 1      | 1968             |